# 249544 Ianmclean
249544 Ianmclean este un asteroid din centura principală de asteroizi.

## Descriere
249544 Ianmclean este un asteroid din centura principală de asteroizi. A fost descoperit pe 23 aprilie 2010 în Statele Unite, în cadrul programului WISE. Asteroidul prezintă o orbită caracterizată de o semiaxă mare de 3,20 ua, o excentricitate de 0,18 și o înclinație de 15,5° în raport cu ecliptica.